# Widziniszki
Widziniszki (lit. Videniškiai) – wieś na Litwie w okręgu uciańskim, w rejonie malackim, położona nad rzeką Siesartis. Siedziba gminy. W 2021 roku liczyły 280 mieszkańców.

## Historia
Pierwsza wzmianka o miejscowości pochodzi z 1373 roku. Widziniszki są zlokalizowane na historycznej Dziawołtwie. W 1618 roku w miejscowości rozpoczęto budowę stojącego do dziś kościoła pw. św. Wawrzyńca. W kościele rezydowali augustianie.
Od XV do XVII wieku własność rodu Giedrojciów. Widziniszki lub Giedrojcie są uznawane za miejsce urodzenia Michała Giedroycia.